# STS-27
إس تي إس-27 (بالإنجليزية: STS-27)‏ الرحلة السابعة والعشرون ضمن برنامج مكوك الفضاء لوكالة ناسا، والرحلة الثالثة على متن مكوك الفضاء أتلانتيس، انطلقت الرحلة في 2 ديسمبر 1988 من مركز كينيدي للفضاء، وهبطت بعد أربعة أيام في الفضاء بتاريخ 6 ديسمبر في قاعدة إدواردز الجوية، وهي ثاني رحلة بعد كارثة تشالنجر، كانت الرحلة لغايات سرية لمصلحة وزارة دفاع الولايات المتحدة، وتم إرسال قمر تصوير من خلال الرادار لاكروس، بلغ عدد الرواد المشاركين في الرحلة خمسة رواد.

## معرض صور

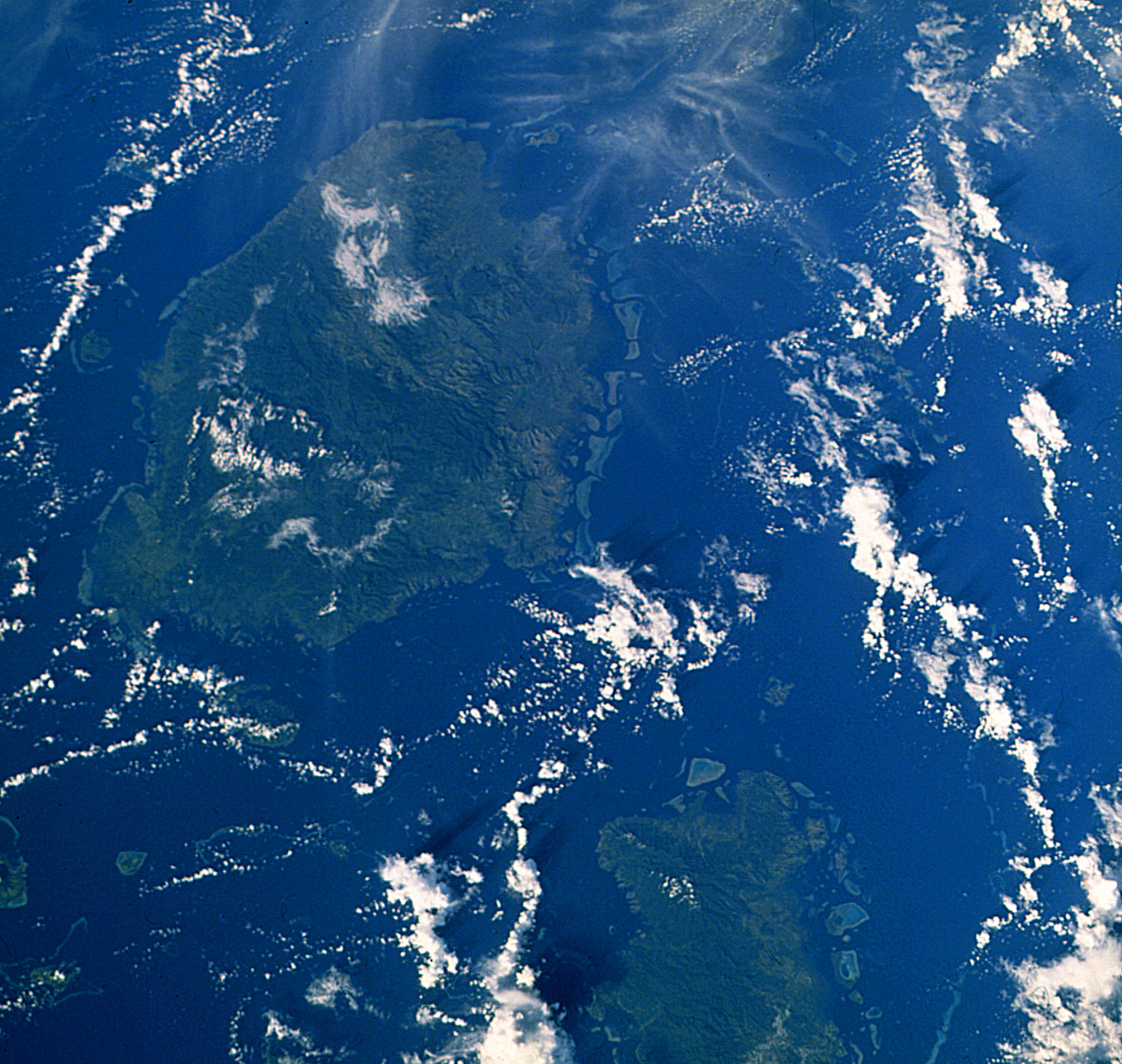
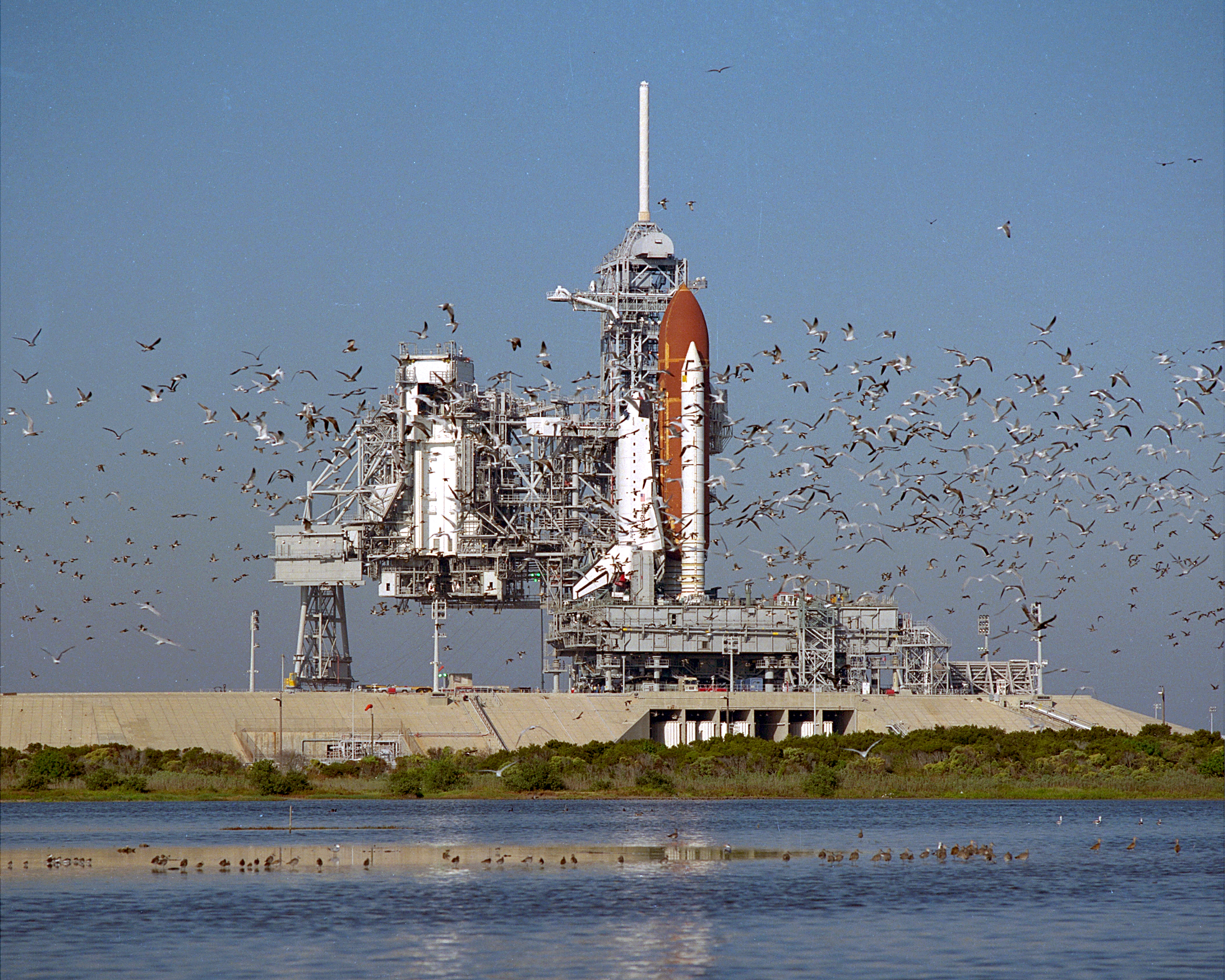
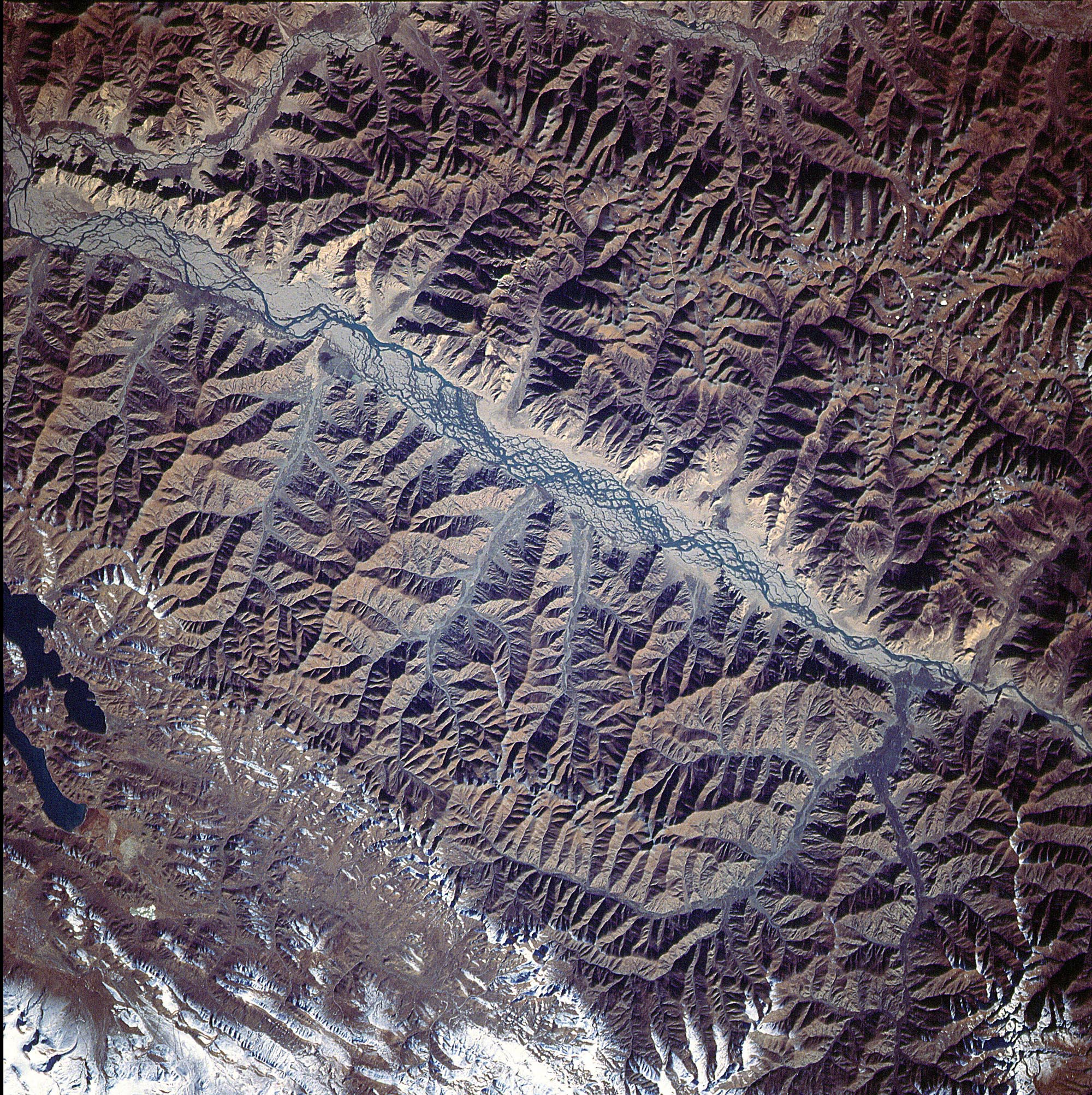